# Alexandre Frías Roig
Alexandre Frías Roig (Reus, 28 d'agost de 1878 - 26 de febrer de 1963) va ser un metge pediatre català, fill d'Isidor Frias Fontanilles
Orfe als 12 anys, es va posar a treballar sense deixar els estudis per mantenir als seus tres germans més petits. Més tard va anar a Barcelona on va seguir treballant i estudiant fins a acabar la carrera de medicina i llavors es va establir a l'Ametlla de Mar on va estudiar diverses malalties. El 1909 va tornar a Reus amb la seva dona i va fer el doctorat amb nota extraordinària. Va col·laborar amb articles sobre puericultura al Boletín del Colegio de Médicos del Partido de Reus i al Boletín de la Asociación de Médicos de Reus. Volia erradicar la mortalitat infantil i va crear a la seva ciutat natal un Institut de Puericultura anomenat "La Gota de Llet" que va funcionar fins a la Guerra Civil espanyola, i on va aconseguir millorar la higiene i hàbits nutricionals del poble, i que va ser el primer centre d'aquest tipus a tot l'estat. Va editar un opuscle titulat Consells a les mares per a ben criar a sos fills, que es repartia gratuïtament en el registre civil. Fundà i dirigí Puericultura: publicació de l'Institut de Puericultura de Reus des del 1921 al 1936. Va col·laborar activament al Boletín Médico de Reus (1921 - 1930). El 1922 va ser un dels fundadors de l'Associació de la Premsa de Reus.
Va estudiar el Kala-azar o leishmaniasis, una patologia que era bastant freqüent a la zona, reduint la mortalitat infantil a la meitat a la comarca del Baix Camp (el 1930 a Espanya la taxa de mortalitat era de 123 per 1000; al Baix Camp només del 58 per 1000). Després de la guerra "La Gota de Llet" va tornar a obrir sota control dels franquistes, al Carrer Ample de Reus i el doctor Frías va seguir la seva tasca per un temps. Va escriure llibres i donar conferències i xerrades a la radio. Va crear també la Vidriola de l'Infant. Va ser tota la vida l'ànima de l'Institut que havia creat i fou precursor de la moderna pediatria. La ciutat de Reus li va dedicar un carrer i el va nomenar fill il·lustre.
Ja gran va deixar l'activitat i va morir el 1963.